# Ataque al Campamento Shaheen
El ataque al Campamento Shaheen tuvo lugar el 21 de abril de 2017 durante la guerra de Afganistán. Está dirigido por un comando talibán contra una base del Ejército Nacional Afgano cerca de Mazar-e Sarif.
El ataque se llevó a cabo contra la base de Mazar e Sharif, sede del 209.º Cuerpo, por un comando de diez talibanes con uniformes del ejército. Llegan en camiones y Humvee, logran atravesar las siete barricadas en la entrada de la base e infiltrándose haciendo que los guardias crean que están transportando heridos en la parte trasera de sus vehículos.

## Sucesos
El asalto comienza a primera hora de la tarde, a la hora de la oración. Dos de los asaltantes explotan dentro de la mezquita, los otros abren fuego. Los soldados, en su mayoría desarmados, orando en la mezquita o almorzando en el refectorio, se sorprendieron por completo.
El ataque dura cinco horas y termina cuando todos los atacantes son neutralizados. Alrededor de treinta asesores militares, probablemente estadounidenses y alemanes, también estuvieron presentes en el campo en el momento del asalto. El ataque fue reclamado el mismo día por los talibanes en una declaración de su portavoz, Zabihullah Mujahib. Señaló que cuatro de los atacantes eran simpatizantes del movimiento infiltrado en el ejército.

## Consecuencias
Los balances proporcionados poco después del ataque no están claros. El 22 de abril, el Ministerio de Defensa informó de más de 100 muertos y heridos, pero fuentes militares de medios afganos reportaron entre 135 y 160 muertes. Una declaración oficial del ejército finalmente anunció un saldo de al menos 140 muertos. El 25 de abril, un funcionario del Pentágono estadounidense le dijo a AFP que habían matado a 144 soldados afganos y que unos 60 resultaron heridos. Los talibanes reclamaron la muerte de 500 soldados. La mayoría de las víctimas eran jóvenes reclutas de las provincias de Badakhshan y Takhar que llegaron al campamento de Shaheen para recibir entrenamiento militar.
Según el Ministerio de Defensa, uno de los asaltantes fue capturado, dos fueron detonados y los otros fueron asesinados. Después de esta carnicería, el gobierno decreta un día de luto nacional. El portavoz talibán Zabihullah Mujahid dijo que el ataque fue una represalia por la muerte de Abdul Salam en el norte de Afganistán.